# Stuart-diamant

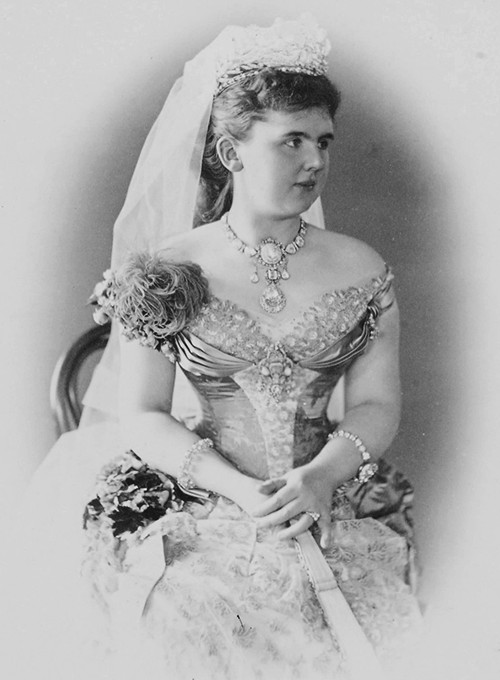
Koningin Emma met de Stuart-diamant aan een collier.

De Stuart-diamant of Holland-diamant is een druppelvormige diamant van bijna veertig karaat (acht gram), die in bezit is van het Nederlands Koninklijk Huis. De diamant is vernoemd naar de eerste bekende eigenaar, Mary Stuart, koningin van Engeland van 1689 tot 1695.

## Geschiedenis

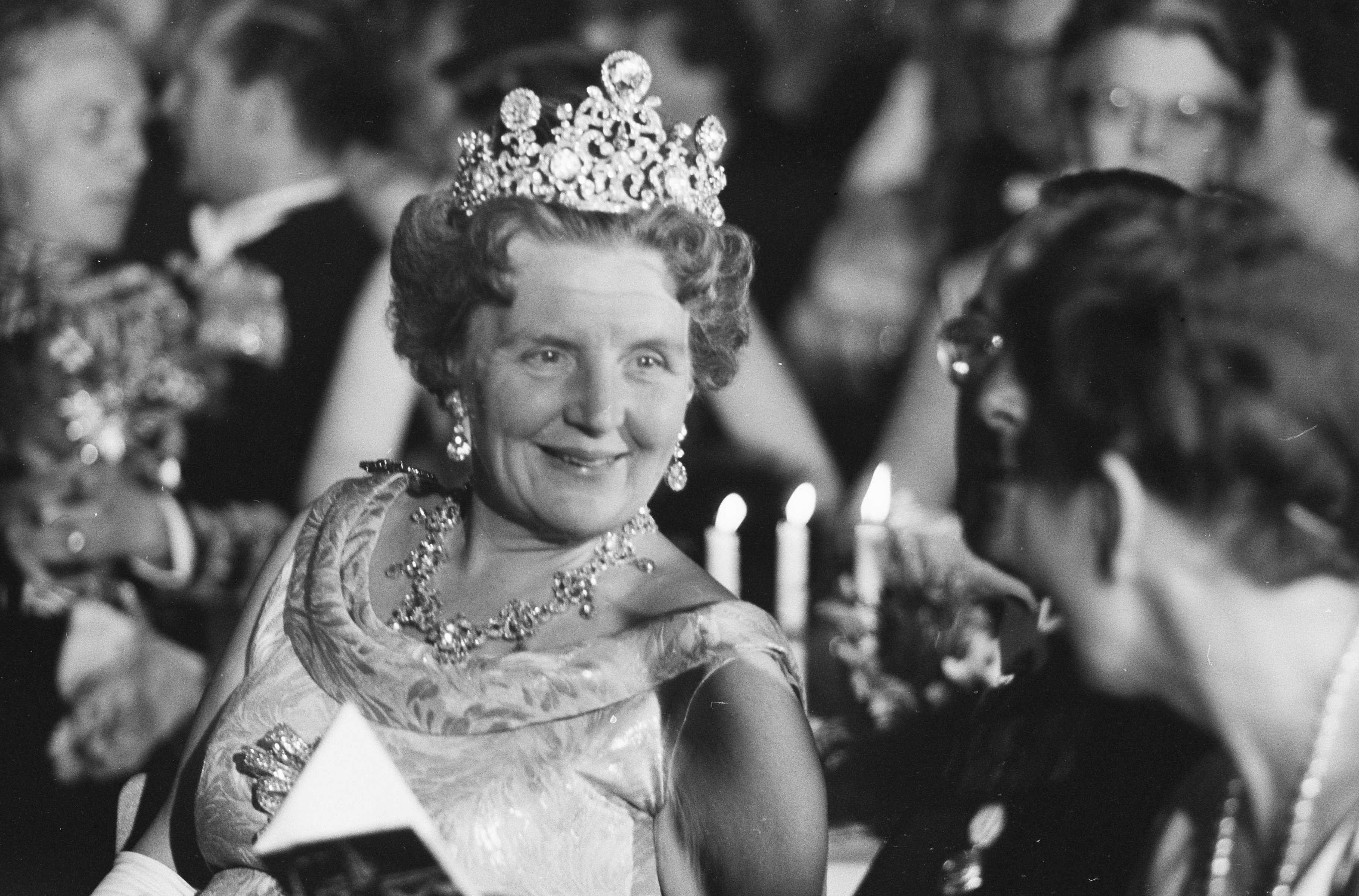
Koningin Juliana tijdens haar zilveren huwelijksfeest met de Stuart-diamant in haar tiara (30 april 1962)

De nog ruwe steen werd in 1690 gekocht door koning-stadhouder Willem III van Oranje en koningin Maria II van Engeland voor een prijs van 90.000 gulden. Op verzoek van koningin Maria II werd de ruwe steen in zijn geheel geslepen tot een diamant in zogenaamde roosslijpsel en werd het de centrale diamant in een grote broche. Hoewel niet met zekerheid is vast te stellen werd de steen naar alle waarschijnlijkheid in Amsterdam geslepen.
Na het overlijden van Maria II (1694) en van Willem III van Oranje (1702) werden alle juwelen, inclusief de Stuart-diamant, in het bezit van het kinderloze echtpaar overgedragen aan het huis Oranje-Nassau. De meeste juwelen behoorden reeds tot het eigendom van dit huis. De zus van Maria II, Anne, probeerde de Stuart-diamant en andere juwelen die waren aangeschaft tijdens het huwelijk van haar zus nog via een rechtszaak op te eisen. Haar claim kwam echter te laat en zo kwam de diamant in het bezit van Johan Willem Friso van Nassau-Dietz.
In 1782 werd door erfgenaam Willem V van Oranje-Nassau een document opgesteld dat geen enkel juweel uit de collectie van het huis van Oranje kon worden verkocht zonder toestemming van alle leden van het huis. Dit gold dus ook voor de Stuart-diamant.
Sinds het einde van de negentiende eeuw maakt de Stuart-diamant onderdeel uit van van de parure met huisdiamanten. De diamant kan afwisselend worden gedragen aan het collier of in de tiara. Zowel koningin Emma, Wilhelmina en Juliana hebben de Stuart-diamant bij een officiële gelegenheid gedragen, dan wel aan het collier of in de tiara. In haar periode als vorstin heeft Beatrix de diamant nooit gedragen en is daardoor lange tijd niet meer in het openbaar te zien geweest.. Pas in 2018, toen Maxima bij een officieel staatsbanket op Buckingham Palace de diamant in haar tiara droeg, werd duidelijk dat de Stuart nog steeds in het bezit is van het Koninklijk Huis.

## Specificaties
De Stuart-diamant heeft een gewicht van 39,75 karaat en heeft een afmeting van ongeveer 30 bij 25 millimeter. De kleur van de diamant is van zichzelf lichtblauw maar onder invloed van het oxideren van materiaal rondom de diamant gemengd met een groene verkleuring.